# Liste der Träger des Bayerischen Verdienstordens/E

## E
1. Fritz Ebbert (1914–1992), Manager, Bayerischer Senator (verliehen 1979)
2. Rudolf Eberhard (1914–1998), Staatsminister der Finanzen, Landtagsabgeordneter (verliehen am 3. Juli 1959)
3. Karl Eberhardt (1887–1973), Rechtsanwalt und Politiker (verliehen am 3. Juli 1959)
4. Adolf Eberle (1886–1976), Moraltheologe und Rektor der Hochschule Dillingen an der Donau (verliehen 1964)
5. Otto Eberle (1897–1966), Chemiker und Fabrikant
6. Wilhelm Ebert (1923–2017), Ehrenpräsident des Bayerischen Lehrerinnen- und Lehrerverbands
7. Iris Ebling (* 1940), Präsidentin des Bundesfinanzhofs a. D. (verliehen am 14. Juli 2005)
8. Franz Ebner (1915–1994), Vorsitzender des Deutschen Philologenverbandes 1961–1980 (verliehen 1971)[1][2]
9. Toni Ebner (1918–1981), Politiker und Journalist (verliehen 1980)
10. Otto Eckart (1936–2016), Stifter, Unternehmer, Honorarkonsul der Republik Guatemala (verliehen am 17. Dezember 2014)
11. Claudia Eckert (* 1959), Informatikerin, Leiterin des Lehrstuhls „Sicherheit in der Informatik“ an der Technischen Universität München und des Fraunhofer-Instituts für Angewandte und Integrierte Sicherheit (AISEC) (verliehen am 8. Juli 2021)
12. Kurt Eckernkamp (* 1935), Verleger, Gründer der Vogel Stiftung (verliehen am 20. Juli 2011)
13. Johannes Eckert (* 1969), Abt (verliehen am 22. Juli 2019)
14. Sieglinde Ehard (1916–2008), Ministerialbeamtin
15. Dorothee Ehrensberger, Veranstalterin der Traunsteiner Sommerkonzerte (verliehen am 20. Juni 2001)
16. Gisela Ehrensperger (* 1943), Bayerische Kammersängerin (verliehen am 7. Juli 1999)
17. Franz Ehrsam, Landwirtschaftsmeister, ehem. Vorsitzender des Landesverbandes Bayerischer Rinderzüchter e. V. (verliehen am 14. Juli 2005)
18. Fritz Eichbauer (1928–2025), Bauunternehmer (verliehen am 28. Juni 1984)
19. Maria Eichhorn (* 1948), Bundestagsabgeordnete (verliehen am 14. Juli 2005)
20. Bernd Eichinger (1949–2011), Filmproduzent (verliehen am 5. Juli 2006)
21. Renate Eikelmann (* 1949), Generaldirektorin des Bayerischen Nationalmuseums (verliehen am 29. Juli 2010)
22. Norbert Eimer (1940–2021), Bundestagsabgeordneter (verliehen am 4. Juli 1991)
23. Erich Eisch, Unternehmer (verliehen am 12. Juli 2004)
24. Hans Eisenmann (1923–1987), ehem. Landrat und Staatsminister für Landwirtschaft und Forsten (verliehen 1962)
25. Josef Eisenmann (1928–2015), em. Ordinarius für den Bau von Landesverkehrswegen an der Technischen Universität München (verliehen am 7. Juli 1999)
26. Wolfgang Eisenmenger (* 1944), Vorstand des Instituts für Rechtsmedizin der Ludwig-Maximilians-Universität München (verliehen am 29. Juli 2010)
27. Felicitas Eitel, (verliehen am 22. Juli 2019)
28. Hannelore Elsner (1942–2019), Schauspielerin (verliehen 2008)
29. Waltraud Elsner (* 1931), ehem. medizinisch-technische Assistentin (verliehen am 10. Oktober 2012)
30. Thomas Emmerth, (verliehen am 22. Juli 2019)
31. Theodor Endter (1895–1976), Vorstandsmitglied der Bayer. Hypotheken- und Wechselbank (verliehen am 14. Oktober 1960)
32. Thomas Engel (* 1962), Generalsekretär der Gilde deutscher Filmkunsttheater e. V. (verliehen am 17. Juli 2003)
33. Käthe Engels, ehemalige Inhaberin eines Puppen- und Spielzeugmuseums (verliehen am 27. Juni 2018)
34. Helmut Englmann (* 1940), ehemaliger Bürgermeister von Aschheim bei München (verliehen am 12. Juli 2017)
35. Maria Canisia Engl, ehem. Oberstudiendirektorin im Kirchendienst (verliehen am 17. Juli 2003)
36. Irene Epple-Waigel (* 1957), Skirennläuferin (verliehen am 5. Juli 2023)
37. Kamile Erdemir, Selbsthilfegruppe Türkisch-deutscher Verein zur Integration behinderter Menschen (verliehen am 14. März 2022)
38. Josef Erhard (* 1946), Ministerialdirektor im Bayerischen Staatsministerium für Unterricht und Kultus (verliehen am 5. Juli 2006)
39. Ludwig Erhard (1897–1977), Vizekanzler, nach der Verleihung Bundeskanzler (verliehen am 3. Juli 1959)
40. Rudolf Erhard (* 1951), Journalist, Vorsitzender des Vereins Bayerische Landtagspresse – Landespressekonferenz e. V. (verliehen am 14. Juli 2005)
41. Marianne Ermann, Gründerin des „Ökumenischen Vereins für Flüchtlinge, Asylsuchende und Migration e. V.“ (verliehen am 13. Juli 2016)
42. Xaver Ernst (1902–1998), Landtagsabgeordneter und Funktionär des bayerischen Bauernverbandes
43. Petra Ernstberger (* 1955), Mitglied des Deutschen Bundestages (verliehen am 20. Juli 2011)
44. Annette Erös, Lehrerin (verliehen am 10. Oktober 2012)
45. Reinhard Erös (* 1948), Arzt (verliehen am 10. Oktober 2012)
46. Ingeborg Esenwein-Rothe (1911–2002), Ordinaria für Wirtschaftsstatistik (verliehen am 20. Juli 1984)[3]
47. Peter Esser, Verleger, Vizepräsident IHK Regensburg (verliehen am 14. Oktober 2015)
48. Rudolf Esterer (1879–1965), Präsident der Bayer. Verwaltung der staatlichen Schlösser, Gärten und Seen (verliehen am 3. Juli 1959)
49. Herbert Ettengruber (* 1941), Landtagsabgeordneter (verliehen am 5. Juli 2006)
50. August Everding (1928–1999), Regisseur und Intendant (verliehen 1984)
51. Gustava Everding, ehem. 1. Vorsitzende des Christophorus Hospiz Vereins e. V. (verliehen am 14. Juli 2005)
52. Walter Eykmann (* 1937), Lehrer und Politiker (verliehen 1989)